# قره‌قویونلو (قبادلی)
قره‌قویونلو (ترکی آذربایجانی: Qaraqoyunlu) یک منطقهٔ مسکونی سابقا در جمهوری آرتساخ بود که در استان کاشاتاق واقع شده‌ بود. پس از جنگ ناگورنو قره‌باغ (۲۰۲۰) این منطقه به تصرف نیروهای مسلح جمهوری آذربایجان و متحدانش در آمد.

## نام
قره‌قویونلو ها دودمانی ترکمان، ایرانی‌مآب و مسلمان که در سده‌های ۱۴ و ۱۵ میلادی بر مناطقی چون قفقاز، آذربایجان و شرق آناتولی فرمانروایی کردند.نام این حکومت روی برخی روستاها و شهر های تحت فرمانروایی شان مانده است.